# Joseph Hoÿois
Joseph Eleuthère Marie Sophie Napoléon Hoÿois (Doornik, 14 juni 1861 - Holzminden, 15 mei 1918) was een Belgisch volksvertegenwoordiger.

## Levensloop
Hoÿois studeerde aan de Katholieke Universiteit Leuven. Hij promoveerde er:
- tot doctor in de politieke en administratieve wetenschappen (1882),
- tot doctor in de rechten (1883),
- tot kandidaat in het notariaat (1883).

Hij was katholiek volksvertegenwoordiger voor het arrondissement Doornik, van 1894 tot aan zijn dood.
Tijdens de Eerste Wereldoorlog werd Hoÿois in 1917 krijgsgevangen genomen en overgebracht naar het kamp van Holzminden in Duitsland, waar hij overleed. Zijn gezondheidstoestand werd opgevolgd door de nuntiatuur, onder de leiding van Monseigneur Eugenio Pacelli, maar zonder gunstige invloed.

## Publicaties
- Etudes juridiques et sociales. Liberté, tolérance et répression en matière de moeurs, Brussel, 1883.
- Un coin de l'histoire littéraire Belge: les lettres tournaisiennes, Gent, 1893
- Tournai au XIIIe siècle, Gent, 1887.
- De l'enseignement catholique jadis, Brussel, 1913
- Lendemain de victoire, Brussel, 1913
- Loi organique de l'enseignement primaire, Rons, 1915